# Schlumbergera russelliana
Schlumbergera russelliana är en kaktusväxtart som först beskrevs av William Jackson Hooker, och fick sitt nu gällande namn av Nathaniel Lord Britton och Joseph Nelson Rose. Schlumbergera russelliana ingår i släktet Schlumbergera och familjen kaktusväxter. Inga underarter finns listade i Catalogue of Life.

## Bildgalleri

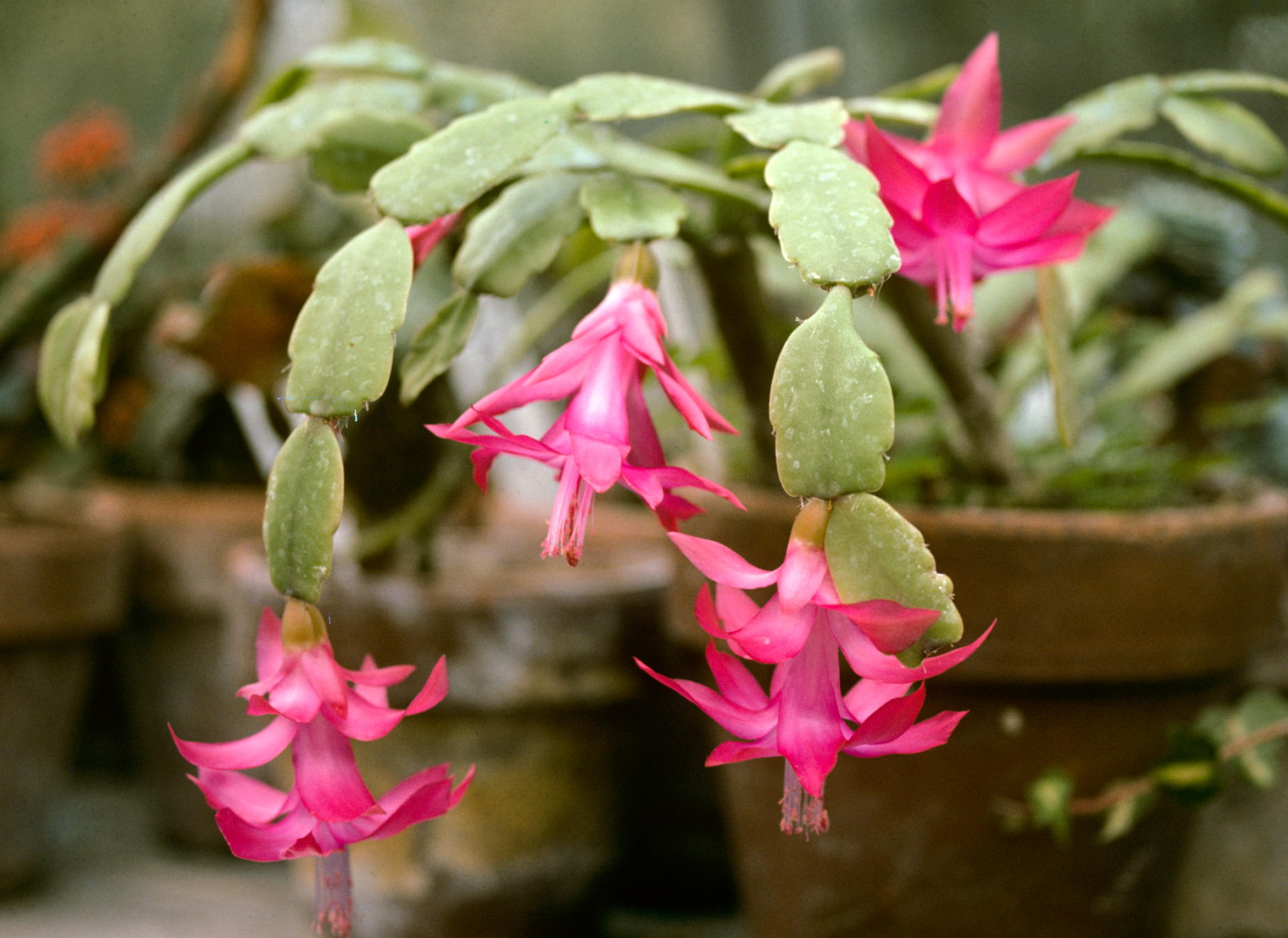